# 후고 리만

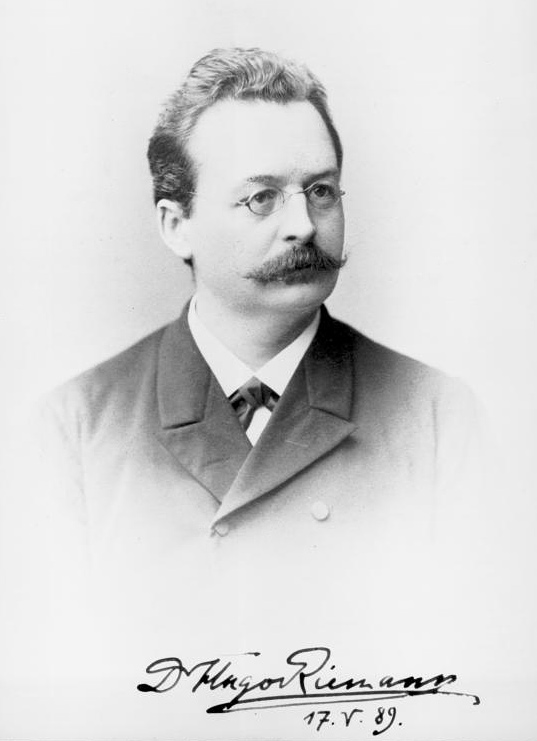

카를 빌헬름 율리우스 후고 리만 (Karl Wilhelm Julius Hugo Riemann, 1849년 7월 18일 ~ 1919년 7월 10일)은 독일의 음악학자이자 작곡가로 현대 음악학의 주요 기여자 중 한 명이다. 음악 이론가이자 음악사가로서 활동적이고 영향력이 있었다. 그의 공헌 중 많은 부분은 이제 음악 이론의 여러 측면에 대한 다양한 관련 아이디어인 리만 이론이라고 한다.
그의 첫 번째 음악 교육은 토지 소유주이자 집행관인 아버지 로버트 리만(Robert Riemann)에게서 시작되었으며, 그의 노래와 합창 작품이 현지에 남아 있는 것으로 보아 활동적인 음악 애호가였다.

그는 법학을 공부했고 마침내 베를린과 튀빙겐에서 철학과 역사를 공부했다. 프랑스-프로이센 전쟁에 참전 한 후 그는 음악에 평생을 바치기로 결심하고 라이프치히 음악원에서 공부했다. 그는 빌레펠트에 가서 교사와 지휘자로서 몇 년 동안 일했고,  1878년에  라이프치히로 돌아와 라이프치히 대학교의 객원 교수("Privatdozent")로 일했다.
음악원에서 원하던 임용이 이루어지지 않자 리만은 1880년에  브롬베르크로 갔지만 1881~90년에는 함부르크 음악원에서 피아노와 이론 교사로 일했다. Sondershausen Conservatory에서 짧은 시간을 보낸 후 그는 비스바덴의 음악원에서 직책을 맡았다(1890~95). 그는 결국 1895년에 라이프치히 대학교에 강사로 돌아왔다. 1901년에는 교수로, 1914년에는 음악연구소 소장이 되었다.
가장 영향력 있는 음악 이론가 중 한 사람이다. 또한 오늘날 음악교육의 기본 요소인 운율과 리듬 악구에 대한 용어와 이론은 리만에서 유래하였다.
그는 또한 미국 이론가 David Lewin이 채택한 일련의 화성 변환을 정교화 신리만 이론의 중요한 변종으로 발전했다. 현대 신리만 이론의 또 다른 기둥인 토네츠(Tonnetz )는 리만 자신의 발명품이 아니었지만 이를 대중화하고 보급하는 데 중요한 역할을 했다.

## 같이 보기
- 신리만 이론